# Liste von Savakirchen
Dies ist eine Liste von serbisch-orthodoxen Kirchengebäuden, die dem serbischen Nationalheiligen, dem ersten Erzbischof und dem Erleuchter des serbischen Volkes, Hl. Sava von Serbien geweiht sind. 
Serbien:
- Kirche der Verbrennung der Reliquien des Hl. Sava, in Barajevo dem Sitz der Belgrader Stadtgemeinde Barajevo
- Kirche Hl. Sava, in Bečmen einem Dorf der Belgrader Stadtgemeinde Surčin
- Dom des Heiligen Sava, Belgrad
- Kirche Hl. Sava, im Dorf Čerević in der Opština Beočin
- Kirche Hl. Sava, im Dorf Gračac in der Opština Vrnjačka Banja
- Kirche Hl. Sava, im Dorf Gornje Brijanje  in der Opština Bojnik
- Kirche der Überführung der Reliquien des Hl. Sava, im Dorf Dragijevica in der Opština Osečina
- Kirche der Überführung der Reliquien des Hl. Sava, im Dorf Drvengrad in der Opština Užice
- Kirche Hl. Sava, im Dorf Jarmenovci in der Opština Topola.
- Kirche Hl. Sava, im Dorf Kolare in der Stadt Jagodina.
- Kirche Hl. Sava, im Dorf Konak in der Opština Sečanj
- Kirche der Verbrennung der Reliquien des Hl. Sava, in Kragujevac
- Kirche Hl. Sava und Simeon, im Dorf Kusadak in der Opština Smederevska Palanka
- Kirche Hl. Sava, im Dorf Maradik in der Opština Inđija
- Kirche Hl. Sava, im Weiler Milandža des Dorfes Opaljenik in der Opština Ivanjica
- Kirche Hl. Sava, im Dorf Siokovac in der Stadt Jagodina
- Kirche Hl. Sava und Simeon, im Dorf Srpski Itebej in der Opština Žitište
- Kirche der Überführung der Reliquien des Hl. Sava, im Dorf Supnje in der Opština Raška
- Kirche Hl. Sava, im Dorf Velika Vrbica in der Opština Kladovo

Bosnien und Herzegowina:
- Kirche Hl. Sava, im Dorf Batković in der Opština Bijeljina
- Kirche Hl. Sava, in der Stadt Bileća
- Kirche Hl. Sava, in der Stadt Drvar
- Kirche Hl. Sava, in der Stadt Foča ist die größte orthodoxe Kirche Bosniens und der Herzegowina
- Kirche Hl. Sava, im Dorf Polom in der Opština Bratunac
- Kirche Hl. Sava, im Dorf Vršani in der Opština Bijeljina
- Kirche Hl. Sava, in der Stadt Zavidovići

Deutschland:
- Kirche Hl. Sava, in Berlin
- Kathedrale Hl. Sava, in der  nordrhein-westfälischen Landeshauptstadt Düsseldorf
- Kirche der Verbrennung der Reliquien des Hl. Sava, in der niedersächsischen Landeshauptstadt Hannover

Kroatien
- Kirche Hl. Sava, im Dorf Jošan in der Opština Udbina
- Kirche Hl. Sava, in der Stadt Križevci
- Kirche Hl. Sava, in der zweitgrößten kroatischen Stadt Split

Montenegro:
- Kirche Hl. Sava, in der Hafenstadt Tivat

Weltweit:
- Kirche Hl. Sava, in der belgischen Hauptstadt Brüssel
- Kirche der Verbrennung der Reliquien des Hl. Sava, in der drittgrößten slowenischen Stadt Celje
- Kathedrale Hl. Sava , in der französischen Hauptstadt Paris
- Kathedrale Hl. Sava in der schwedischen Hauptstadt Stockholm
- Kirche Hl. Sava, in der kanadischen Metropole Toronto
- Kathedrale Hl. Sava, in der österreichischen Hauptstadt Wien